# Microcephalops fimbriatus
Microcephalops fimbriatus är en tvåvingeart som först beskrevs av Hardy 1972. Microcephalops fimbriatus ingår i släktet Microcephalops och familjen ögonflugor.
Artens utbredningsområde är Myanmar. Inga underarter finns listade i Catalogue of Life.